# Wiktor Chabel
Wiktor Chabel (Sandomierz, 23 novembre 1985) è un canottiere polacco.

## Biografia

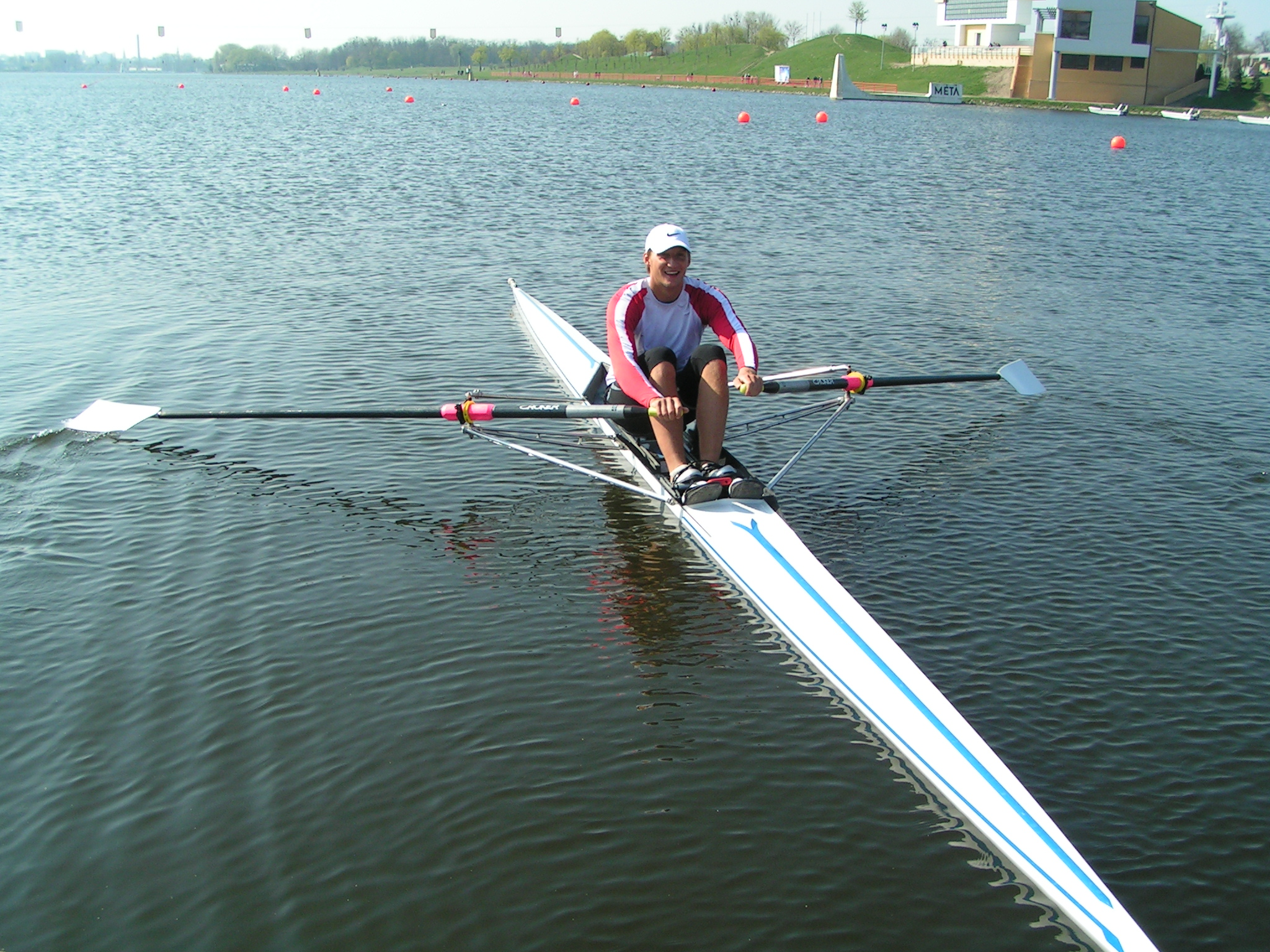
Wiktor Chabel in azione

Ha sposato Monika Ciaciuch, anche lei canottiera di caratura internazionale.
Ha rappresentato la Polonia ai Giochi olimpici estivi di Rio de Janeiro 2016 nel quattro di coppia in cui si è classificato 4º con Mirosław Ziętarski, Mateusz Biskup e Dariusz Radosz.
Ai mondiali di Ottensheim 2019 ha conquistato l'argento nel 4 di coppia, con Fabian Barański, Szymon Pośnik, Dominik Czaja.
Ha fatto la sua seconda apparizione olimpica a Tokyo 2020 nel quattro di coppia, in cui si è classificato 4º, assieme a Fabian Barański, Szymon Pośnik e Dominik Czaja.

## Palmarès
- Mondiali

Ottensheim 2019: argento nel 4 di coppia;
- Europei

Brest 2009: bronzo nel 4 di coppia;
Plovdiv 2017: bronzo nel 4 di coppia;
Račice 2017: argento nel 4 di coppia;
Glasgow 2018: bronzo nel 4 di coppia;